# Histoire de la philosophie américaine
 (septembre 2009).
Si vous disposez d'ouvrages ou d'articles de référence ou si vous connaissez des sites web de qualité traitant du thème abordé ici, merci de compléter l'article en donnant les références utiles à sa vérifiabilité et en les liant à la section « Notes et références ».
Cet article retrace l’histoire de la philosophie américaine à partir du XVIIe siècle.

## XVIIesiècle
La philosophie américaine commence au moment de la colonisation européenne du Nouveau monde. L'arrivée des puritains à New York place la philosophie américaine dès le départ dans la tradition religieuse, avec tout particulièrement cette importance accordée au rapport entre l'individu et la communauté. Cela apparaît clairement et très tôt dans les documents coloniaux tels que les Ordres Fondamentaux du Connecticut (1639) et le Corpus des Libertés du Massachusetts (1641).
En tant que tels, les thèmes de la pensée américaine naissante tournent autour d'une problématique religieuse. Des penseurs comme John Winthrop, par exemple, insistent sur la vie publique et la vie privée, soutenant la priorité de cette dernière, alors que d'autres auteurs, tel Roger Williams soutiennent que la tolérance religieuse est plus importante que l'effort de réaliser l'homogénéité religieuse d'une communauté.

## XVIIIesiècle
La philosophie américaine au XVIIIe siècle est souvent classée en deux parties ou moitiés, la première plutôt marquée par le Calvinisme dans sa version puritaine, et la seconde caractérisée par une incarnation américaine des Lumières (européennes) associées alors à la pensée politique des pères fondateurs.

### Calvinisme
Jonathan Edwards est considéré comme le « théologien philosophique le plus important et le plus original ». Dans ses sermons énergiques, tels que Sinners in the Hands of an Angry God, Edwards parle de « la souveraineté absolue de Dieu et de la beauté de la sainteté divine ». Travaillant à l'aide de la physique newtonienne pour unir le platonisme chrétien à une épistémologie empiriste, Edwards a été profondément influencé par l'empirisme de George Berkeley dont il dérive cette importance de l'immatériel dans la génération de l'expérience humaine. L'esprit immatériel se compose de la "volonté" mais aussi de ce qu'il appelle la "compréhension" (understanding), et c'est cette "compréhension", interprétée dans un cadre newtonien, qui le mène à sa catégorie métaphysique fondamentale : celle de la "résistance". Quelles que soient les caractéristiques d'un objet, il a ces propriétés parce que l'objet résiste. La résistance elle-même est l'exercice de la puissance de Dieu, et elle peut être vue dans les lois du mouvement de Newton, lorsqu'un objet n'est pas "disposé" à changer son état actuel de mouvement ; un objet au repos demeurant au repos et un objet dans le mouvement demeurant dans le mouvement.
En bon calviniste et déterministe, Jonathan Edwards, enfin, rejette la liberté de la volonté, prétendant que « nous pouvons faire ce qu'il nous plaît mais ce ne sont pas de bonnes œuvres qui mènent au salut, c'est la grâce de Dieu qui est l'unique arbitre de la fortune humaine ».

### L'âge des Lumières
Tandis que la tradition philosophique américaine de la première moitié du XVIIIe siècle était très  marquée par des thèmes religieux, la dernière moitié a vu croître la confiance dans la raison et la science, et, parallèlement à la pensée de l'âge des Lumières, la croyance dans la perfectibilité des êtres humains et dans le laissez-faire économique, au cœur de réflexions politiques.
Les pères fondateurs des États-Unis, à savoir Thomas Jefferson, Benjamin Franklin, et James Madison, n'ont cessé d'écrire sur des problèmes politiques. C'est dans la suite des préoccupations puritaines du XVIIe siècle, que les Pères Fondateurs ont discuté le rapport entre l'individu et l'état, aussi bien que la nature de l'état, et d'une manière primordiale le rapport de l'état avec Dieu et la religion. C'est à cette époque que la Déclaration d'indépendance des États-Unis et la Constitution des États-Unis ont été écrites, résultats de discussions et de compromis. La Constitution a déterminé une forme de gouvernement républicain fédéré qui est marquée par un équilibre des forces accompagné d'un système de séparation des pouvoirs entre les trois branches du gouvernement : une branche juridique, une branche exécutive menée par le président, et une branche législative composée de législature bicamérale où la Chambre des Représentants est la chambre basse et le Sénat est la chambre haute. Tandis que la Déclaration d'Indépendance contient encore des références au créateur, les Pères Fondateurs n'étaient décidément pas religieux, et professaient la plupart du temps des formes variées de déisme, comme on les trouve chez d'autres penseurs européens des Lumières, tels Robespierre, Voltaire, et Rousseau.
Thomas Paine, l'intellectuel, le pamphlétaire, et le révolutionnaire, l'auteur de Common Sense fut un penseur influent des Lumières et un Père Fondateur américain. Le Common Sense, qui a été décrit comme "la brochure la plus incendiaire et la plus populaire de toute l'ère révolutionnaire américaine" met le feu au poudre de la révolution américaine et de l'indépendance de la couronne britannique.

## XIXesiècle
Le XIXe siècle a vu l'apparition du romantisme en Amérique. L'incarnation américaine du romantisme a un nom : le transcendantalisme dont le représentant le mieux connu est Ralph Waldo Emerson. C'est une innovation américaine importante. Le XIXe siècle a également vu l'apparition du Pragmatisme. Enfin, un mouvement philosophique hégélien plus modeste mené par George Holmes Howison est né à St Louis, surpassé de loin cependant par l'influence du pragmatisme américain.

### Darwinisme version américaine
La formulation de la théorie de l'évolution de Charles Darwin (1859 : publication de sur origine des espèces) a eu une très forte influence sur la philosophie américaine. John Fiske et Chauncey Wright ont plaidé pour la re-conception de la philosophie au prisme de cette nouvelle conception. Ils ont voulu comprendre la moralité et l'esprit en termes darwiniens, créant un précédent pour la psychologie évolutionnaire et l'éthique évolutionnaire (dites respectivement en anglais, donc, evolutionary psychology et evolutionary ethics).
La théorie biologique de Darwin a été également intégrée dans les philosophies sociales et politiques du penseur anglais Herbert Spencer et du philosophe américain William Graham Sumner. Herbert Spencer, qui a inventé l'expression souvent mésinterprétée de "survie du mieux adapté" croyait que les sociétés étaient dans une lutte pour la survie, et que les groupes sociaux suivaient cette loi de l'adaptation. Cette lutte serait salutaire à l'espèce humaine, car à la longue le faible serait éliminé pour laisser place au fort. Sumner, beaucoup influencé par Spencer, crut avec l'industriel Andrew Carnegie en tirer une implication sociale : le capitalisme du "laissez-faire" est le système éco-politique normal et est celui qui mènera à la plus grande quantité de bien-être.

### Pragmatisme
L'école de pensée uniquement américaine sans doute la plus influente est le pragmatisme. Elle a commencé vers la fin du XIXe siècle aux États-Unis avec Charles Peirce, William James, et John Dewey. Le pragmatisme soutient qu'une proposition est vraie si elle rapporte des conséquences pratiques et utiles ; c'est-à-dire une croyance ou une hypothèse donnée est considérée vraie quand "elle marche".

#### Charles S. Peirce
C'est le penseur, logicien, philosophe, scientifique et mathématicien Charles Peirce qui a inventé le terme « pragmatisme » dans les années 1870. Il était un membre du Club métaphysique, qui était un cercle de conversation d'intellectuels qui comptait également Chauncey Wright, le juge de la Cour suprême Oliver Wendell Holmes, et un autre figure montante du pragmatisme William James. En plus de ses contributions notables à la sémiotique, la logique, et les mathématiques, Peirce a jeté les fondements du pragmatisme, dans des écrits comme How to Make Our Ideas Clear et The Fixation of Belief.
Dans The Fixation of Belief Peirce plaide pour la supériorité de la méthode scientifique pour surmonter le doute et fixer sa croyance. Dans How to Make Our Ideas Clear Peirce plaide pour sa notion pragmatique des idées et des concepts. Il prétend que n'importe quel concept est "signifiant" (meaningful) pour autant qu'il se rapporte à un ensemble ou des conséquences pratiques ou des observations empiriquement vérifiables. La signifiance ou la pertinence (meaning) de n'importe quelle idée est la totalité de ses conséquences vérifiables.

#### William James
William James est "un penseur original au croisement des disciplines de la physiologie, la psychologie et la philosophie". Il est célèbre en tant qu'auteur de The Varieties of Religious Experience, d'un ouvrage monumental intitulé Principles of Psychology, et par ses conférences (regroupées dans The Will to Believe).
James, comme Peirce, concevait le pragmatisme comme une nouvelle manière radicale de penser et résoudre les dilemmes de la raison. Dans son Pragmatism: A New Name for some Old Ways of Thinking, il écrit :

« Le fait tangible à la racine de toutes nos distinctions de pensée, aussi subtiles soient-elles, est qu'il n'y en a aucune si fine  qui ne consiste en une différence possible énoncée au niveau pratique. Pour atteindre la clarté parfaite dans nos pensées d'un objet, nous devons dès lors, seulement considérer quels effets imaginables d'une sorte pratique l'objet peut frapper- quelles sensations nous pouvons recevoir de lui, et à quelles réactions nous préparer. »

James est également connu pour son empirisme radical qui soutient que les relations entre les objets sont aussi réelles que les objets eux-mêmes. James était également un pluraliste en ce qu'il pensait qu'il pouvait y avoir plusieurs manières de rendre compte de la vérité. Il a rejeté la théorie de vérité-correspondance et soutenait à la place que la vérité impliquait une croyance (des faits sur le monde, des croyances d'arrière-plan, ou encore croyance en des implications et des conséquences). Plus tard James adoptera un "monisme neutre", selon lequel les termes "mental" et "physique" se rapportent réellement aux mêmes données qui ne sont elles-mêmes ni mentales ni physiques.

## XXe siècle

### Philosophie politique à partir des années 1970
La philosophie américaine n'est revenue pleinement aux préoccupations sociales et politiques (qui dominaient la philosophie américaine au moment de la fondation des États-Unis) que dans les années 1970. La période précédente est marquée par l'importance de la Philosophie analytique (Saul Kripke, W.V.O.Quine) ainsi que par des réminiscences du mouvement pragmatique ( George Santayana ou encore Ralph Barton Perry).

#### Libertarianisme capitaliste
Le retour aux préoccupations politiques et sociales a notamment été marqué par la popularité des œuvres d'Ayn Rand, qui a promu le concept d'égoïsme éthique dans ses romans, The Fountainhead (La source vive en français) en 1943 et Atlas Shrugged (La Grève) en 1957. Ces deux romans ont donné naissance au mouvement objectiviste et ont influencé un petit groupe d'étudiants appelé « The Collective » (Le collectif en français), dont l'un était Alan Greenspan marqué par des idées libertariennes et qui allait devenir président de la Réserve fédérale. L'objectivisme soutient qu'il existe une réalité extérieure objective qui peut être connue avec raison, que les êtres humains doivent agir en fonction de leur propre intérêt rationnel et que la forme appropriée d'organisation économique est le capitalisme du laisser-faire. Certains philosophes universitaires ont été très critiques à l'égard de la qualité et de la rigueur intellectuelle de l'œuvre de Rand, mais elle reste une figure populaire, bien que controversée, au sein du mouvement libertaire américain,.

#### Robert Nozick
Considérant que Rawls encourage un contrôle gouvernemental excessif et des violations des droits, le libertaire Robert Nozick a publié Anarchie, État et Utopie (Anarchy, State, and Utopia) en 1974. Ce livre plaide pour un État minimal et défend la liberté de l'individu. Il soutient que le rôle du gouvernement devrait être limité à "la protection de la police, la défense nationale et l'administration des tribunaux, toutes les autres tâches habituellement accomplies par les gouvernements modernes - éducation, assurance sociale, bien-être, etc. étant prises en charge par les organismes religieux, les organisations caritatives et autres institutions privées opérant dans un marché libre". Nozick affirme son point de vue sur la justice fondée sur sa théorie des titres. Selon celle-ci, si chaque membre de la société a acquis ses biens conformément aux principes d'acquisition, de transfert et de rectification, alors tout schéma d'allocation, aussi inégal soit-il, est juste. Selon la théorie de la justice des titres, "la justice d'une répartition est effectivement déterminée par certaines circonstances historiques (contrairement aux théories de l'état final), mais elle n'a rien à voir avec l'ajustement d'un quelconque schéma garantissant que ceux qui ont travaillé le plus dur ou qui sont le plus méritants ont le plus de parts".

#### John Rawls
En 1971, John Rawls a publié son livre A Theory of Justice (Théorie de la Justice). Ce livre présente la vision de Rawls du contrat social et de la justice comme équité. Rawls utilise un mécanisme conceptuel appelé le voile d'ignorance pour exposer son concept de position originelle des individus. Dans la philosophie de Rawls, la position originelle est le l'équivalent de l'état de nature chez Thomas Hobbes. Dans la position originelle, les personnes se trouveraient derrière le voile de l'ignorance, ainsi elles ne connaissent pas à l'avance leurs caractéristiques individuelles, leur place dans la société ou encore des caractéristiques comme leur race, leur religion, leur richesse, etc. Les principes de justice sont choisis par des personnes rationnelles alors qu'elles se trouvent dans cette position originelle. Les deux principes de justice sont le principe de l'égalité des libertés et le principe, le principe de différence, qui régit la répartition des inégalités sociales et économiques. À partir de là, Rawls plaide pour un système de justice distributive conforme au principe de la différence, qui dit que toutes les inégalités sociales et économiques doivent profiter au maximum aux moins favorisés.

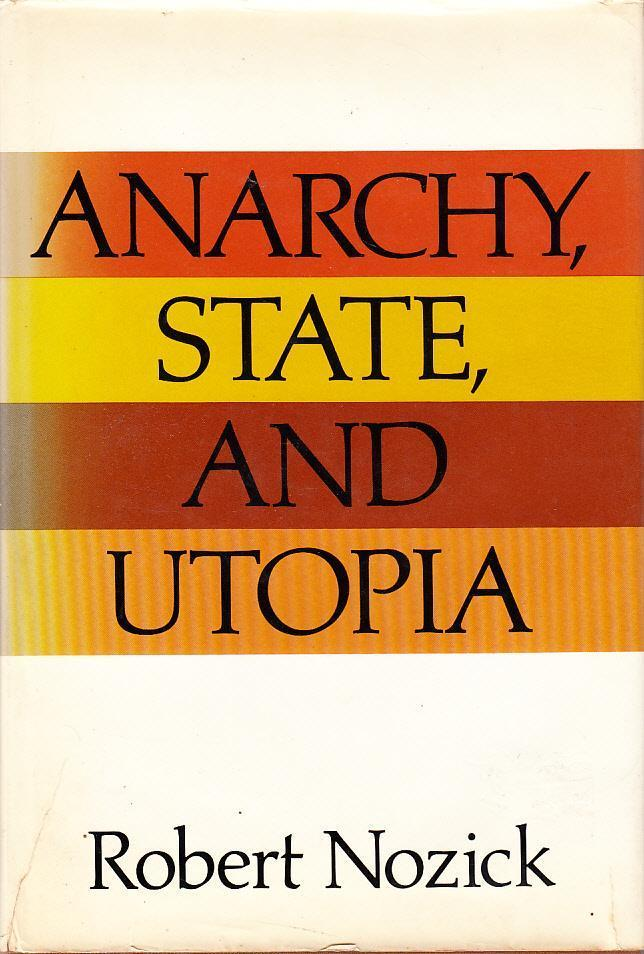
Couverture du livre Anarchie, État et Utopie de Robert Nozick publié en 1974.